# 奥尔山麓雷滕巴赫
奥尔山麓雷滕巴赫是德国巴伐利亚州的一个市镇。总面积12.90平方公里，总人口826人，其中男性430人，女性396人（2011年12月31日），人口密度64人/平方公里。